# Entrín Bajo
Entrín Bajo település Spanyolországban, Badajoz tartományban. Entrín Bajo Badajoz, Corte de Peleas, Santa Marta és Nogales községekkel határos. Lakosainak száma 540 fő (2024).

## Népesség
A település népessége az utóbbi években az alábbiak szerint változott:
| Lakosok száma | 661  | 606  | 596  | 602  | 610  | 580  | 583  | 551  | 552  | 540  |
|               | 2001 | 2004 | 2006 | 2009 | 2011 | 2014 | 2016 | 2019 | 2021 | 2024 |